# Ritzville
Ritzville az Amerikai Egyesült Államok északnyugati részén, Washington állam Adams megyéjében elhelyezkedő város, a megye székhelye. A 2010. évi népszámlálási adatok alapján 1673 lakosa van.
A város repülőtere a település nyugati határán, a megyei törvényszék közelében található.

## Történet
A település névadója Phillip Ritz telepes. 1881-ben felépült John W. Sprague lakóháza, amely a Northern Pacific Railway munkásai, valamint az átutazók számára nyújtott szállást. 1881 nyarán McKay megnyitotta a helység első üzletét, valamint felépült a vasútállomás, amely egyben szállodaként, színházként és konferenciateremként szolgált. A vízellátást egy vasúti tartálykocsi biztosította. Az első miséket 1882 áprilisában tartották a McKay-házban; az első templom 1885-ben nyílt meg. A postahivatalt 1883-ban alapította J.L. Johnson.
Mivel a víztartály kezdett kimerülni, alternatív megoldásokra volt szükség. Később a helységtől 1,6 km-re keletre fúrtak kutat; a lakosok beleegyeztek a helyváltoztatásba, azonban a település szállodáját nem tudták volna elköltöztetni. Mivel később Ritzville-ben is találtak vizet, a költözésre nem volt szükség. 1887-ben Ritzville-ben három üzlet, egy gyógyszertár, egy szalon, két kovácsműhely, két fűrészüzem, egy lovas szaküzlet, két szálloda és egy 100 diákot oktató iskola működött.
1888. június 6-án egy hibás kémény miatt a kereskedelmi negyed nagy része leégett. Ritzville-ben ekkor nem működött tűzoltóság, a lakosok pedig nem tudtak hatékonyan megküzdeni a lángokkal. 1889-ben felépült az első téglaépület, amely az első polgármester, N.H. Greene nevéhez fűződik. Az építmény ma a történelmi negyed részét képezi.
Ritzville 1888-ban, majd 1890. július 17-én kapott városi rangot. A megyei bank 1891 áprilisában, a törvényszék pedig 1892-ben nyílt meg, Az 1894-es tüzet követő beruházás keretében húszezer dollárért vízműtelepet létesítettek.
1899 augusztusára kiépült a vezetékes telefonhálózat. 1901-ben megalapították az önkéntes tűzoltóságot, melynek felszereléseit a városlakók finanszírozták. 1901 augusztusa és 1902 augusztusa között ötvennégyezer tonna búzát dolgoztak fel és 1990 vagonnyi búzát és lisztet exportáltak. A várost 1902. január 17-én villamosították; az elektromos áramot gőzgép szolgáltatta. A kereskedelmi kamarát 1903-ban, a Carnegie könyvtárat pedig 1907-ben alapították. A törvényszék épülete 1904-ben a duplájára nőtt. A történelmi negyed 1990-ben jött létre.

## Éghajlat
A város éghajlata félsivatagi sztyeppe (a Köppen-skála szerint BSk).
| Hónap                         | Jan.  | Feb.  | Már.  | Ápr.  | Máj. | Jún. | Júl. | Aug. | Szep. | Okt.  | Nov.  | Dec.  | Év    |
| ----------------------------- | ----- | ----- | ----- | ----- | ---- | ---- | ---- | ---- | ----- | ----- | ----- | ----- | ----- |
| Rekord max. hőmérséklet (°C)  | 15,6  | 18,9  | 25,0  | 33,3  | 37,2 | 42,2 | 43,9 | 44,4 | 39,4  | 33,9  | 21,1  | 16,7  | 44,4  |
| Átlagos max. hőmérséklet (°C) | 1,2   | 5,0   | 10,6  | 16,1  | 21,1 | 25,5 | 30,9 | 30,1 | 24,8  | 17,1  | 7,2   | 2,0   | 16,0  |
| Átlaghőmérséklet (°C)         | −2,4  | 0,7   | 4,8   | 8,7   | 13,0 | 16,9 | 21,3 | 20,7 | 16,1  | 9,7   | 2,4   | −1,4  | 9,3   |
| Átlagos min. hőmérséklet (°C) | −6,1  | −3,7  | −1,1  | 1,3   | 4,9  | 8,4  | 11,6 | 11,2 | 7,4   | 2,4   | −1,9  | −4,9  | 2,5   |
| Rekord min. hőmérséklet (°C)  | −30,6 | −31,1 | −17,8 | −11,7 | −5,6 | −1,7 | −0,6 | 0,0  | −6,7  | −15,0 | −25,6 | −29,4 | −31,1 |
| Átl. csapadékmennyiség (mm)   | 35    | 28    | 25    | 20    | 23   | 20   | 9    | 10   | 13    | 23    | 39    | 42    | 287   |
| Forrás: Weatherbase           |       |       |       |       |      |      |      |      |       |       |       |       |       |

## Népesség
A 2010-es népszámláláskor a városnak 1673 lakója, 751 háztartása és 444 családja volt. A népsűrűség 369,3 fő/km2. A lakóegységek száma 902, sűrűségük 199,2 db/km2. A lakosok 94,5%-a fehér, 0,1%-a afroamerikai, 0,8%-a indián, 0,5%-a ázsiai,  2,4%-a egyéb, 1,7%-a pedig kettő vagy több etnikumú. A spanyol vagy latino származásúak aránya 5,7% (   )
A háztartások 23%-ában élt 18 évnél fiatalabb. 46,1% házas, 8,7% egyedülálló nő, 4,4% egyedülálló férfi, 40,9% pedig nem család. 36,2% egyedül élt; 18%-uk 65 éves vagy idősebb. Egy háztartásban átlagosan 2,15 személy élt; a családok átlagmérete 2,75 fő.
A medián életkor 48,1 év volt. A város lakóinak 20,6%-a 18 évesnél fiatalabb, 6,4% 18 és 24 év közötti, 19,2%-uk 25 és 44 év közötti, 30,5%-uk 45 és 64 év közötti, 23,3%-uk pedig 65 éves vagy idősebb. A lakosok 48,8%-a férfi, 51,2%-a pedig nő.

## Fordítás
- Ez a szócikk részben vagy egészben  a   Ritzville, Washington című angol Wikipédia-szócikk ezen változatának fordításán alapul.  Az eredeti cikk szerkesztőit annak laptörténete sorolja fel. Ez a jelzés csupán a megfogalmazás eredetét és a szerzői jogokat jelzi, nem szolgál a cikkben szereplő információk forrásmegjelöléseként.